# Toyota ProAce Max
Toyota ProAce Max — мікроавтобус, який виготовляє компанія Toyota з 2023 року.

## Опис
15 листопада 2023 року Toyota представила мікроавтобус Toyota ProAce Max. ProAce Max оснащений 272-сильним мотором і батареєю на 110 кВт∙год. Він здатен перевозити до 1400 кг вантажу та долати 420 км без підзарядки. Модель пропонують як фургон або голе шасі. У фургоні об'єм вантажного відсіку становить 17 кубометрів, а вантажопідйомність — 1400 кг.
У салоні ProAce Max встановили цифровий щиток приладів та 10-дюймовий тачскрін. Оснащення включає клімат-контроль, датчик світла, камеру заднього виду та парктронік.